# Cabrobó
Cabrobó is een gemeente in de Braziliaanse deelstaat Pernambuco. De gemeente telt 30.432 inwoners (schatting 2009).